# Patayi csata
A patayi csatát 1429. június 18-án vívták a franciák és az angolok a százéves háborúban. Az ütközetet a franciák nyerték.

## Előzmények
1421 júniusában V. Henrik angol király négyezer katonával partra szállt Calais-nál, majd folytatta útját Párizs felé, amelyet három Armagnac-erősség, Dreux, Meaux és Joigny fenyegetett. Henrik elfoglalta Dreux-t, Vendôme-ot majd októberben megkezdte Meaux ostromát. December 6-án Windsorban megszületett Henrik fia, a későbbi VI. Henrik. 1422. május 10-én, nyolc hónapnyi ostrom után a város elesett.
Az ostrom alatt a király megbetegedett, és augusztus 31-én Vincennes-ben elhunyt. Hat héttel később VI. Károly francia király is meghalt. A csecsemő VI. Henrik angol uralkodót így, II. Henrik néven, Franciaország királyává is koronázták. Uralkodását a Loire-tól északra, néhány enklávét leszámítva, mindenki elfogadta.
Az V. Henrik halálát követő hét esztendő a százéves háború legsikeresebb időszaka volt az angolok számára. A megszállók a Loire völgyében ereszkedtek dél felé. Az angol erőket Lancaster János, Bedford hercege, Thomas Montagu, Salisbury grófja és Richard Beauchamp, Warwick grófja vezette.
Ebben az időszakban angol kézen volt Normandia, Maine, Anjou, Párizs, Île-de-France, Champagne egy része, Pikárdia, Gascogne és Pas-de-Calais. Burgundiát és Champagne többi részét az angolok szövetségese, a burgundi herceg ellenőrizte. Bretagne önállóságot élvezett V. János breton herceg vezetésével. Franciaország többi részét a trónörökös és a mellette kitartó armagnacok birtokolták, székhelyük Poitiers-ben és Bourges-ban volt.
1429 elején az angolok megkezdték Orléans ostromát, de május 8-án William de la Pole, Suffolk hercege kénytelen volt feladni állásait, miután a Jeanne d’Arc által feltüzelt francia katonák lerohanták a város körül kiépített erősségeit. II. János, Alençon hercegének hadserege a Loire menti angol városok ellen indult. Június 12-én elfoglalta Jargeau helyőrségét és foglyul ejtette Suffolkot. Három nappal később elfoglalta a Meung-folyó felett átívelő hidat Beaugencynél, majd megadta magát a helyőrség is.

## Az ütközet
Az orléans-i fiaskó után angol erősítés indult Párizsból Sir John Fastolf vezetésével északra, hogy felszabadítsa Beaugencyt. Janville-nél csatlakozott hozzá John Talbot, Shrewsbury grófja. Egyesített csapatuk kevéssel több mint háromezer emberből állt. A francia sereg nyolcezer embert számlált. Fastolf nem bízott a párizsi milíciában, és be akarta várni az újabb erősítést, de Talbot a továbbvonulás mellett kardoskodott. Június 18-án kapták a hírt, hogy Beaugency megadta magát.
Johanna az angolok üldözését sürgette, és azzal biztatta a franciákat, hogy nagy győzelmet aratnak majd, és azzal ösztökélte őket, hogy „azért vannak a sarkantyúitok, hogy használjátok őket”.
Az angol sereg Patay falu közelében állapodott meg. Az íjászok egy része üldözőbe vett egy szarvast, és kiáltozásaik elárulták hollétüket, így a franciák még azelőtt megérkeztek, hogy leverhették volna az állásaikat védő kihegyezett karókat. Váratlanul La Hire és Jean Poton de Xaintrailles vezetésével ezerötszáz francia lovas rontott az íjászokra. A csata hamar mészárlássá alakult, mert a páncél nélküli íjászok nem állhattak ellen kézitusában a nehézlovasoknak. Az angolok menekülni kezdtek. A franciák foglyul ejtették John Talbotot és Lord Scalest.
Falstoff másnap személyesen jelentette a vereséget Lancaster János bedfordi hercegnek. A régens annyira feldühödött, hogy letépte Falstoffról a Térdszalagrendet. Talbot később azzal vádolta Fastolfot, hogy elmenekült a csatából, amit az érintett sikeresen cáfolt, és hamarosan visszakapta kitüntetését, valamint Caen parancsnokává nevezték ki.